# Serrat Pedregós (les Avellanes i Santa Linya)
|  | Aquest article tracta sobre Serrat Pedregós de les Avellanes i Santa Linya. Vegeu-ne altres significats a «Serrat Pedregós (Castell de Mur)». |

El Serrat Pedregós és una muntanya de 713 metres que es troba al municipi de les Avellanes i Santa Linya, a la comarca catalana de la Noguera.